# Media Gateway
Ein Media Gateway ist ein Netzübergang, der in der Telekommunikation unter anderem in Next Generation Networks (NGN) und bei der IP-Telefonie Verwendung findet.
Der Netzübergang (engl. gateway) wandelt dabei digitale Sprach-, Audio- oder Bildinformationen, in der englischen Sprache zusammenfassend als media bezeichnet, von einem Netzwerktyp in einen anderen um. Hierbei kann auch eine Transkodierung der Daten stattfinden.
Beispielsweise kann ein Media Gateway die Basiskanäle des ISDN lokal terminieren und die über sie u. a. übertragenen Sprachdienste in RTP-Media-Streams für ein IP-basiertes paketorientiertes Netzwerk umwandeln. In der Gegenrichtung führt es zeitgleich die umgekehrte Umsetzung aus – es arbeitet also vollduplex.
Multimediale Datenströme, auch als media streams bezeichnet, enthalten oft eine Kombination aus Audio-, Video- und T.120-Medien. Ein Media Gateway ist in der Lage, jede Kombination dieser Medien umzusetzen und es kann auch Konferenzen mehrerer Teilnehmer abwickeln.
Der gesamte Netzübergang, der das Zusammenschalten der unterschiedlichen Netzwerktypen ermöglicht, setzt sich aus dem Media Gateway, dem Media Gateway Controller und dem Signalling Gateway zusammen. Die Begriffsbildung ist hier noch nicht abgeschlossen. Häufig wird das Signalling Gateway auch als Softswitch (Stand 2004/2005) bezeichnet, während gerade in älterer Literatur das Gesamtsystem aus Medien- und Signalisierungsfunktion als Softswitch bezeichnet wird.